# Sergentomyia harvey
Sergentomyia harvey är en tvåvingeart som först beskrevs av Heisch. Guggisberg och Teesdale 1956.  Sergentomyia harvey ingår i släktet Sergentomyia och familjen fjärilsmyggor.
Artens utbredningsområde är Kenya. Inga underarter finns listade i Catalogue of Life.